# 台湾客家語
台湾客家語（たいわんはっかご）は、台湾の客家人が用いる客家語の総称である。

## 下位分類
台湾客家語の各方言は、その多くが清代に台湾に移住した客家人それぞれの方言に由来するものであり、出身地によって以下のように分類される。

### 主要方言
現代の台湾客家語のうち、主要な方言として四県腔、海陸腔、大埔腔、饒平腔、詔安腔の5つの方言が挙げられる。また、中華民国教育部では初等教育における教科書や『客家語拼音方案使用手冊』など、四県腔から別に南四県腔を独立した方言として計上する場合もある。
2016年に客家委員会が行った調査によれば、台湾の客家人のうち何らかの客家語方言を話す事の出来る人は全体の87.7%に上る。このうち22.0%が2種類の方言を、12.1%が3種類以上の方言を用いる事ができると回答している。
各方言の話者割合は以下の通り。
- 四県腔：58.4%
- 海陸腔：44.8%
- 南四県腔：7.3%
- 大埔腔：4.1%
- 饒平腔：2.6%
- 詔安腔：1.7%
- その他の方言：1.7%

#### 四県腔
四県腔 [xi ien kiongˊ] は、清朝期の広東省嘉応直隷州（現在の梅州市から大埔県および豊順県を除いた地域に相当）に属する5つの県のうち長楽県を除いた四県、すなわち州直轄地の程郷県（現在の梅江区および梅県区）、並びに興寧県（現在の興寧市）、鎮平県（現在の蕉嶺県）、平遠県からの移民が用いていた方言である。
声調は6種類（陰平調、陰上調、陰入調、去声調、陽平調、陽入調。四県腔では去声に陰陽の区別はない）。
台湾客家語では最も話者数の多い方言であり、鉄道駅や列車内のアナウンスなどで用いられるなど、台湾客家語の標準的な発音となっている。
分布は以下の通り。
- 桃園市：中壢区、平鎮区、楊梅区（一部）、龍潭区
- 新竹県：関西鎮（一部）、峨眉郷（一部）
- 苗栗県「山線」地域：苗栗市、造橋郷、公館郷、頭份市 （一部）、南庄郷（一部）、三湾郷、大湖郷、銅鑼郷、三義郷、西湖郷、頭屋郷、卓蘭鎮（大部分）、通霄鎮（一部）、後龍鎮（一部）
- 六堆（中国語版）地区
屏東県：竹田郷、万巒郷、内埔郷、長治郷、麟洛郷、新埤郷、佳冬郷、高樹郷
高雄市：美濃区、杉林区、六亀区
- 台東県：池上郷、関山鎮、鹿野郷、成功鎮、太麻里郷、卑南郷
- 花蓮県：吉安郷、花蓮市、富里郷

四県腔は苗栗県で最も広くかつ常用されており、苗栗県公館郷あたりが標準と考えられている事から、苗栗腔と呼称される事もあるが、実際には苗栗県のみならず広く各地で用いられているため実際にこの名称を用いる事は少ない。

##### 南四県腔
六堆地区では苗栗県の四県腔と発音や語彙のわずかに異なる言葉が用いられている事から、苗栗腔（北四県腔）に対して六堆地区の言葉を南四県腔として区別する事もある。上述の通り、この区分は教育部が出版した『部編版客家語分級教材』でも採用されており、四県腔版とは別に南四県腔版が存在している。

#### 海陸腔
海陸腔 [hoiˊ liugˋ kiongˋ]は、清朝期の広東省恵州府に属していた海豊県 [hoiˊ fungˋ]および陸豊県[liukˋ fungˋ]の2県（現在の汕尾市海豊県・陸豊市・陸河県および掲陽市掲西県・普寧市・恵来県のそれぞれ一部）の客家語方言をルーツとする。また現代の台湾では竜川県、河源県、永安県、帰善県、博羅県などの地域（現在の河源市竜川県・源城区・紫金県、恵州市恵陽区・博羅県、広州市および汕頭市に相当）からの移民も海陸腔を用いる事がある。
声調は7種類と四県腔より一つ多く（去声が陰去調と陽去調の二つある）、また海陸腔の各声調の調値は四県腔と逆になっており、広東語に近い。
台湾客家語の中では2番目に話者数の多い方言である。四県腔と海陸腔の話者数を合わせると台湾客家語全話者の大部分を占める。
海陸腔は新竹県で最も広くかつ常用されている事から、新竹腔と呼称される事もある。新竹県以外では花蓮県に話者が多い。
分布は以下の通り。
- 桃園市：観音区、新屋区、楊梅区（一部）。
- 新竹県：新豊郷、新埔鎮、湖口郷、芎林郷、橫山郷、関西鎮（一部）、北埔郷、宝山郷、峨眉郷（一部）、竹東鎮、竹北市（一部）。
- 苗栗県：頭份市（一部）、南庄郷（一部）、後龍鎮（一部）。
- 花蓮県：花蓮市、吉安郷、寿豊郷、光復郷、玉里鎮、瑞穗郷、鳳林鎮、富里郷、新城郷。

#### 大埔腔
大埔腔 [taiˋ pu+ kiong+]は、広東省潮州府大埔県および豊順県の一部地域（いずれも現在は梅州市管轄下）の客家語方言をルーツとする。
大埔腔は多くの発音や声調が他の方言と異なっている。ただし海陸腔とは類似しており、大埔腔にも後部歯茎音が存在する。大埔腔の声調は四県腔の6種類や海陸腔の7種類と異なり、6つの基本声調の他超陰平調と去声変調が加わった8種類を用いる。全体的な声調のサウンドはより低音でより複雑なものとなっている。大埔腔においては単音節語に接尾辞を付加して他音節語にしないという傾向がある。一例として、「息子」を表す語は四県腔では「倈仔 lai eˋ」となるが、大埔腔では「倈 laiˋ」となる。表記上の特徴としては、四県腔における文末語気助詞「忒 tedˋ」は大埔腔では「撇 ped^」と、「私達」を意味する語は「恩兜enˇdeuˊ」ではなく「恩等en+ nenˊ」と書かれ、「一様」を意味する語は「共樣 kiung iong」よりも「共款 kiung kuan^」が好まれる傾向にある。
大埔腔はかつての東勢郡（現在の台中市東勢区・石岡区・新社区・和平区）に最も話者が集中している事から、東勢腔と呼称される事もある。
分布は以下の通り。
- 台中市：東勢区、石岡区、新社区、和平区、豊原区。（元台中県長陳庚金（中国語版）、元立法委員林豊喜（中国語版）家族）
- 苗栗県：卓蘭鎮（中街里、内湾里、水尾里）

#### 饒平腔
饒平腔 [ngiau pin kiongˇ]（卓蘭：ngiauˋ pinˋ kiongˇ）は広東省潮州府饒平県、海陽県、恵来県、普寧県、掲陽県、潮陽県（現在の潮州市饒平県・潮安区、掲陽市恵来県・普寧市・榕城区・掲東県、汕頭市潮陽区）における客家語方言をルーツとする。
ルーツとなる地域の地理的関係から、饒平腔の音声は詔安腔に近い。たとえば第3グループ文字の一部に韻母/-iu/が現れたり（例：「去」kiuˋ）、他の客家語方言で無声後部歯茎摩擦音/ʃ-/として発音されるものの一部が饒平腔と詔安腔では無声唇歯摩擦音/f-/として発音される事がある（例：「水」fiˋ）などの点が挙げられる。
主な分布は以下の通り。
- 桃園市：中壢区（芝芭里、興南里、三座屋、過嶺里）、平鎮区（南勢地区）、新屋区（犁頭洲）、観音区（新坡）、八徳区（霄裡）。八徳区官路缺袁、張、邱姓、大園区の許姓、邱姓、南崁、平鎮南勢、大崙王姓、中壢、芝芭里（元県長劉邦友、劉興善家族）、雙連坡劉姓（劉璞珍、劉奕坤家族）、中壢鄧姓、国立中央大学三座屋邱姓（邱奕勝家族）、張姓、過嶺、新坡、芝芭里許姓（元県長許信良、元内政部次長許應深家族）、新屋冨源陳姓、新屋劉姓、楊梅、山子頂許姓、龍潭邱姓、龍岡後寮陳姓の饒平話。
- 新竹県：芎林郷（紙寮窩、上山）、竹北市（六家）元新竹県長、台灣省主席林光華家族。
- 苗栗県：卓蘭鎮（老庄）。
- 彰化県：員林市、永靖郷、田尾郷（現在この地域の客家人は台湾語を用いているが、客家語の特徴がいくらか残った言葉となっている。永靖腔も参照のこと）。
- 屏東県：枋寮郷。
- 雲林県：斗六劉姓、莿桐郷饒平村。
- 花蓮県：一部。

#### 詔安腔
詔安腔 [zhio^ onˇ kiongˇ ]は、福建省漳州府の詔安県、南靖県、平和県、雲霄庁（現在の漳州市詔安県・南靖県・平和県・雲霄県）における客家語方言をルーツとする。
福建省南部で用いられた方言がベースという事もあり、同省では優勢な閩南語と同じ語彙を多く持つが、漳州の閩南語の調値とは高低が逆のように感じられる。また詔安腔独特の語彙や音韻の組み合わせも存在する。他の客家語母語話者からも理解がしづらい方言となっている。
声調の調値は饒平腔の苗栗県卓蘭鎮における発音とほぼ一致する。
分布は以下の通り。
- 雲林県：崙背郷、二崙郷、西螺鎮
- 桃園市：八徳区、大渓区黃興村、大渓区南興の黄姓、龍潭区。
- 台中市：西屯区、北屯区一部地域。（元議員廖学澍、元議長張廖貴專、現任議員張廖乃綸、張廖万堅家族）《張廖家族族譜》
- 新北市：新店区安坑庄。
- 南投県：中寮郷一部地域。
- 嘉義県：中埔郷の詔安厝。
- 台南市：白河区の詔安厝。
- 宜蘭県：一部地域。

ただし現在では雲林県と桃園市を除き、これら詔安出身の客家人が住む地域に詔安腔の話者はほとんどおらず、話者人口はきわめて少ない（数千人とされている）。

### それ以外の少数方言

#### 永定腔
永定腔を用いる客家人は、福建省汀州府の永定県、上杭県、武平県の3県（現在の竜岩市永定区・上杭県・武平県）からの移民である。
1970年代の時点では武平方言を話せる人が残っていたものの、現在では台湾語に取って代わられている。

#### 長楽腔
長楽腔はかつて台湾客家語の七大方言（四海永楽大平安）のひとつに数えられた方言のひとつで、嘉応直隷州長楽県（現在の梅州市五華県）および恵州府永安県（現在の河源市紫金県）からの移民が用いていた方言である。言葉としては五華県南部の琴江流域で用いられる五華話に近い。
桃園市楊梅区老坑には現在でも長楽腔話者が残っているが、家庭内で使用するに留まっている。

#### 豊順腔
豊順腔は潮州府の豊順県および掲陽県の2県（現在の梅州市豊順県および掲陽市榕城区）からの移民が用いていた方言である。
現在でも桃園市新屋区などに話者が残っているものの、家庭内で使用されるに留まっている。話者のほとんどは現在では他の客家語方言を話すようになっており、例えば新屋区の豊順客家は主に海陸腔を、台中市の豊順客家は主に大埔腔を用いている。

#### 揭西腔
掲西客家語は掲陽県西部（現在の掲陽市掲西県）にルーツを持ち、河婆客家話と称される事もある。台湾の河婆客家人は主に国共内戦後に国民党政府の台湾移転とともに台湾に移住した人々である。
河婆客家語の台湾における現在の主な分布は以下の通り。
- 屏東市：林仔内
- 台東県：卑南郷初鹿村
- 新竹県：竹東鎮
- 花蓮県：鳳林鎮

#### 汀州腔
汀州腔は福建省汀州府の長汀県、連城県、寧化県、帰化県、清流県の5県（現在の竜岩市長汀県・連城県、三明市寧化県・明渓県・清流県）からの移民が用いていた方言である。
ほとんどの方言が客家語南部方言に属する台湾客家語において、汀州腔は唯一北部方言に属する方言である。
今日では汀州客家話はほとんどが家庭内で使用されるに留まっており、話者の大部分は他の客家語方言や台湾語を用いている。
- 新北市：三芝区。
- 彰化県：員林市、永靖郷、渓湖鎮。
- 桃園市：龍潭区、観音区の江姓（元国民大会代表江瑞添家族）、中壢区の呉姓（元中国国民党主席呉伯雄家族）、胡姓。
- 嘉義県：一部地域（"劉文科公"派下）

#### 平和腔
詔安腔のうち、平和県からの移民が主に用いる言葉を分けたもの。
既にほぼ家庭内での使用に留まっており、話者の大部分は他の客家語方言や台湾語を用いている。
1. 桃園市桃園区、八徳区（前立法委員呂新民家族）、中壢区、平鎮区、大園区呂姓、黄姓。

#### 南靖腔
詔安腔のうち、南靖県からの移民が主に用いる言葉を分けたもの。
既にほぼ家庭内での使用に留まっており、話者の大部分は他の客家語方言や台湾語を用いている。
- 桃園市：桃園区、呂姓（元副総統呂秀蓮家族）南靖話。
- 嘉義県：水上郷の南靖。

### 混合方言

#### 四海腔
羅肇錦が1998年に提唱した「四海話」は、四県腔と海陸腔が混合し、四県腔でも海陸腔でもない新たな客家語として生まれたものである。主に四県腔と海陸腔の話者がともに居住している地域で流行している。この「四海話」は客家語の混合方言としては現在最も多く用いられるものであり、将来的には台湾客家語の最優勢言語になるのではないかともされている。

#### 混合区域
- 彰化県二林鎮、竹塘郷、埤頭郷：日本統治時代に日本人がサトウキビ栽培を目的として苗栗や新竹の客家人から移民を募り、その結果生まれた客家の新たな集落である。集落は多いものの、すべて最初に成立した農場の範囲である七界の内にあり、これに因んでこれら客家の村は「七界内」と呼ばれている。
- 南投県国姓郷：台中市東勢区、苗栗県卓蘭鎮および新竹県などの地域から移り住んだ客家人が地域人口の75％を占めている。
- 南投県埔里鎮：百年前に台中市東勢区、苗栗県、桃園市および新竹県などの地域から客家人が移住しており、地域人口の80％を占めている。
- 花蓮県鳳林鎮：客家の鎮であり、鎮内総人口の80％を客家人が占めている。これらは過去百年のうちに台北市や宜蘭県、新竹県、苗栗県などの地域から移り住んだ人々である。

### 詳細不明な地域
- 彰化県渓州郷一部地域。
- 南投県魚池郷、水里郷、信義郷。
- 嘉義県の中埔郷中埔村、牛稠埔などの地域の他、枋子林、詔安厝、海豐厝、客庄など、客家人がまばらに居住する地域がある。
- 台南市白河区：白河区大排竹地区の住民が「ホーロー人の村」と自称するのに対し、白河区店仔口地区の住民は「客家人の村」と自称している。
- 宜蘭県の員山郷および三星郷、蘇澳鎮、冬山郷、礁渓郷、羅東鎮の一部地域。
- 花蓮県：花蓮市の一部地域。

## 音韻
一音節には頭子音、母音、末子音が含まれる。
ここでは、国際音声記号のほか、客家語拼音方案、注音符号にて表記する。また、発音例に挙げた漢字の発音は注記ない限り四県腔での発音である。

### 子音
子音には次のようなものがある。
|        |        | 両唇音       | 両唇音         | 唇歯音      | 唇歯音      | 歯茎音       | 歯茎音      | 後部歯茎音         | 後部歯茎音     | 歯茎硬口蓋音 | 硬口蓋音        | 軟口蓋音     | 軟口蓋音     | 声門音       |
| 無声音 | 有声音 | 無声音       | 有声音         | 無声音      | 有声音      | 無声音       | 有声音      | 無声音             | 有声音         | 無声音       | 有声音          | 無声音       |              |              |
| ------ | ------ | ------------ | -------------- | ----------- | ----------- | ------------ | ----------- | ------------------ | -------------- | ------------ | --------------- | ------------ | ------------ | ------------ |
| 鼻音   | 鼻音   |              | [m] m ㄇ 馬    |             |             |              | [n] n ㄋ 拿 |                    |                |              | [ɲ] ngi ㄬ 惹   |              | [ŋ] ng ㄫ 牙 |              |
| 破裂音 | 無気音 | [p] b ㄅ 巴  | [b] bb ㆠ 黃詔 |             |             | [t] d ㄉ 打  |             |                    |                |              |                 | [k] g ㄍ 加  |              | [ʔ] （無）恁 |
| 破裂音 | 有気音 | [pʰ] p ㄆ 怕 |                |             |             | [tʰ] t ㄊ 他 |             |                    |                |              |                 | [kʰ] k ㄎ 卡 |              |              |
| 破擦音 | 無気音 |              |                |             |             | [ʦ] z ㄗ 楂  |             | [ʧ] zh ㄓ/ㄐ 遮海  |                | [ʨ] j ㄐ 借  |                 |              |              |              |
| 破擦音 | 有気音 |              |                |             |             | [ʦʰ] c ㄘ 差 |             | [ʧʰ] ch ㄔ/ㄑ 車海 |                | [ʨʰ] q ㄑ 謝 |                 |              |              |              |
| 摩擦音 | 摩擦音 |              |                | [f] f ㄈ 花 | [v] v 万 黃 | [s] s ㄙ 砂  |             | [ʃ] sh ㄕ/ㄒ 舍海  | [ʒ] rh ㄖ 野海 | [ɕ] x ㄒ 邪  |                 |              |              | [h] h ㄏ 哈  |
| 接近音 | 接近音 |              |                |             |             |              | [l] l ㄌ 拉 |                    |                |              | [j] r 一 野南四 |              |              |              |

1. 1 2 3 4 5 6  b、d、g、m、n、ng は末子音としても用いる事ができる。このうちb、d、gは末子音として用いる場合は内破音として発音される。
2. 1 2 3  m、n、ngは母音を伴わず単独で音節を構成することができる。
3. ↑  bbは雲林詔安腔、南投県国姓郷および南部の一部地域において用いられる。
4. 1 2 3 4  zh、ch、sh、rh は海陸腔、大埔腔、饒平腔および詔安腔で用いられる。なお海陸腔、饒平腔および詔安腔ではこれらの発音はやや舌先を持ち上げた発音となり（注音符号ではㄓ、ㄔ、ㄕ、ㄖと表記。そり舌音とは区別される）、大埔腔では舌先を持ち上げない（注音符号ではㄐ、ㄑ、ㄒ、ㄖと表記）という違いがある。
5. 1 2 3  j、q、x は四県腔および南四県腔で用いられる。
6. ↑  rは南四県腔の一部話者の間でのみ用いられる。ゼロ声母で始まる音節において、介母音 i- が摩擦音化する際に ri- と表記する。

### 母音
母音には次のようなものがある。
|          | 前舌母音       | 中舌母音     | 後舌母音       | 後舌母音       |
| -------- | -------------- | ------------ | -------------- | -------------- |
| 狭母音   | [i] i ㄧ 衣    | [ɨ] ii 帀 私 | [u] u ㄨ 怙詔  | [u] u ㄨ 怙詔  |
| 半狭母音 | [e] e ㄝ 仔    |              | [ə] er ㄜ 仔海 | [o] o ㄛ 哦    |
| 半広母音 | [ɛ] ee ㆤ 𫣆詔 |              | [ɔ] oo ㆦ 哦詔 | [ɔ] oo ㆦ 哦詔 |
| 広母音   | [a] a ㄚ 阿    |              |                |                |

1. 1 2  i および u は韻頭、韻腹、韻尾のいずれにも用いられる。
2. ↑  er は海陸腔および饒平腔のそれぞれ一部において指小辞「仔」の発音として用いられる。
3. 1 2  ee および oo は詔安腔でのみ用いられる。

鼻母音は主に詔安腔で用いられるが、他の方言でも場合によって用いられる事がある。表記上、客家語拼音方案では語末に -nn を付加する。
加えて、二重母音や三重母音が多くある（例えばiau）。

### 声調
すべての音節に声調がある。声調パターンは主要6方言全体で11種類が存在するが、実際に各方言で区別されるのはこれらのうち6～7種類である。例えば、音節aを声調つきで示すと次のようになる:
- a; 高平
- a+; 中平
- aˇ; 低平
- aˊ; 上昇
- aˋ; 高降
- a^; 中降
- ag; 高平止
- ag^; 中降止
- agˋ; 低平止または高降止
- agˊ; 昇止

伝統的な言語分析では、声調を5段階で記述し（声調を表す番号の右の数字は、レベル5が最も高く、レベル1が最も低いことを示す）、それを中古漢語の声調と結び付けている（下記では、その中古漢語の声調名が示されている）。各方言ごとにこれらの声調と数値の関係をまとめると次のようになる。
|          | 平声        | 平声        | 平声   | 上声  | 去声  | 去声  | 入声   | 入声   |
| 陰平     | 陰平        | 陽平        | 陰去   | 上声  | 陽去  | 陰入  | 陽入   |        |
| -------- | ----------- | ----------- | ------ | ----- | ----- | ----- | ------ | ------ |
| 四県腔   | aˊ 24       | aˊ 24       | aˇ 11  | aˋ 31 | a 55  | a 55  | agˋ 2  | ag 5   |
| 海陸腔   | aˋ 53       | aˋ 53       | a 55   | aˊ 24 | aˇ 11 | a+ 33 | ag 5   | agˋ 2  |
| 大埔腔   | a+ 33       | aˊ 35       | aˇ 113 | a^ 31 | aˋ 53 | aˋ 53 | ag^ 21 | agˋ 54 |
| 饒平腔   | aˇ 11       | aˇ 11       | a 55   | aˋ 53 | aˊ 24 | aˊ 24 | agˋ 2  | ag 5   |
| 詔安腔   | aˇ 11       | aˇ 11       | aˋ 53  | a^ 31 | a 55  | a 55  | agˊ 24 | agˋ 43 |
| 南四県腔 | aˊ 24 a+ 33 | aˊ 24 a+ 33 | aˇ 11  | aˋ 31 | a 55  | a 55  | agˋ 2  | ag 5   |

- 大埔腔および詔安腔の入声調値における下線は、その調値を短く発音する事を示す。
- 南四県腔の陰平調の調値は通常上昇調として発音されるが、高雄市美濃区など中平調として発音される地域もある。
- 入声では、常に末子音 b、d、g のいずれかを伴う。逆に入声以外の声調ではこれらの末子音は現れない。

### 音節構造
音節は、子音の間に母音（単母音 or 二重母音 or 三重母音）が必要である。例外として、子音であるm、n、ngは単独で母音のように音節主音として機能する場合がある。全ての子音は語頭に生じうる。子音b、d、g、m、n、ngは音節末に生じうる。

### 連続変調
台湾客家語では連続変調規則がある。一例として、四県腔の場合は上昇調の直後に高平調、上昇調、高止調のいずれかが来るならば、先行する上昇調を低平調として発音する。
例：
- 安定 onˊ tin → onˇ tin
- 安心 onˊ simˊ → onˇ simˊ
- 砂石 saˊ sak → saˇ sak